# Marathon de Berlin 2014
Navigation
Édition précédente Édition suivante
Le Marathon de Berlin de 2014 est la 41e édition du Marathon de Berlin, en Allemagne, qui a lieu le dimanche 28 septembre 2014. C'est le quatrième des World Marathon Majors à avoir lieu en 2014.

## Résultats

### Hommes
| Rang | Athlète                | Nationalité | Temps                |
| ---- | ---------------------- | ----------- | -------------------- |
|      | Dennis Kipruto Kimetto | Kenya       | 2 h 02 min 57 s (WR) |
|      | Emmanuel Mutai         | Kenya       | 2 h 03 min 13 s (PB) |
|      | Abera Kuma             | Éthiopie    | 2 h 05 min 56 s (PB) |
| 4    | Geoffrey Kamworor      | Kenya       | 2 h 06 min 39 s      |
| 5    | Eliud Kiptanui         | Kenya       | 2 h 07 min 28 s      |
| 6    | Frankline Chepkwony    | Kenya       | 2 h 07 min 35 s      |
| 7    | Levy Matebo            | Kenya       | 2 h 08 min 33 s      |
| 8    | Maswai Kiptanui        | Kenya       | 2 h 10 min 18 s      |
| 9    | Tsegaye Kebede         | Éthiopie    | 2 h 10 min 27 s      |
| 10   | Kazuki Tomaru          | Japon       | 2 h 11 min 25 s (PB) |

### Femmes

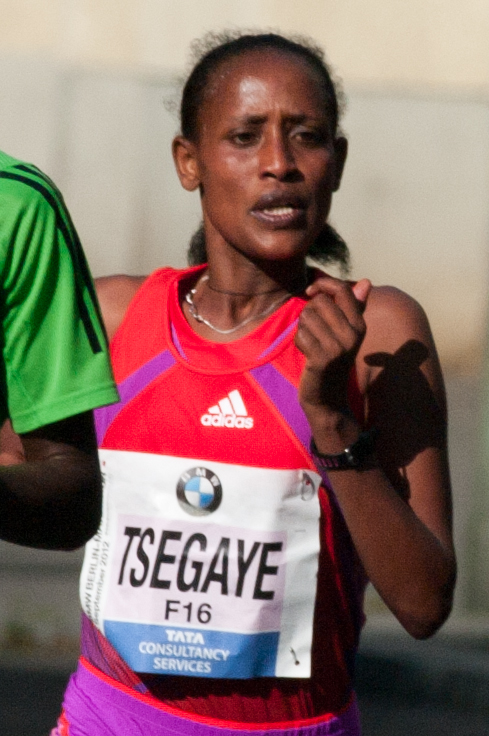
Tirfi Tsegaye

| Rang | Athlète                    | Nationalité    | Temps                |
| ---- | -------------------------- | -------------- | -------------------- |
|      | Tirfi Tsegaye              | Éthiopie       | 2 h 20 min 18 s (WL) |
|      | Feyse Tadese               | Éthiopie       | 2 h 20 min 27 s (PB) |
|      | Shalane Flanagan           | États-Unis     | 2 h 21 min 14 s (PB) |
| 4    | Tadelech Bekele            | Éthiopie       | 2 h 23 min 2 s (PB)  |
| 5    | Abebech Afework            | Éthiopie       | 2 h 25 min 2 s       |
| 6    | Kayoko Fukushi             | Japon          | 2 h 26 min 25 s      |
| 7    | Anna Hahner                | Allemagne      | 2 h 26 min 44 s (PB) |
| 8    | Inés Melchor               | Australie      | 2 h 26 min 48 s      |
| 9    | René Kalmer                | Afrique du Sud | 2 h 29 min 27 s (PB) |
| 10   | Adriana Aparecida da Silva | Brésil         | 2 h 38 min 5 s       |

### Fauteuils roulants (hommes)
| Rang | Athlète | Nationalité | Temps |
| ---- | ------- | ----------- | ----- |
|      |         |             |       |
|      |         |             |       |
|      |         |             |       |

### Fauteuils roulants (femmes)
| Rang | Athlète | Nationalité | Temps |
| ---- | ------- | ----------- | ----- |
|      |         |             |       |
|      |         |             |       |
|      |         |             |       |